# Hugo Ekitiké
Hugo Ekitiké (* 20. června 2002 Remeš) je francouzský profesionální fotbalista, který hraje na pozici útočníka za anglický klub Liverpool FC. Je také bývalým francouzským mládežnickým reprezentantem.

## Klubová kariéra

### Stade Reims
Ekitiké je odchovancem francouzského klubu Stade Reims, do jehož akademie přišel ve věku 11 let. Dne 12. července 2020 podepsal Ekitiké svůj první profesionální kontrakt se klubem. V A-týmu debutoval 17. října 2020 při ligové porážce 3:1 s Lorientem, když v 35. minutě vystřídal zraněného Derecka Kutesu.

#### Velje BK (hostování)
V podzimní části sezóny 2020/21 nastoupil ještě do jednoho utkání v dresu Reims a 29. ledna 2021 odešel Ekitiké na půlroční hostování do dánského klubu Vejle Boldklub. V A-týmu debutoval 2. února, když nastoupil na posledních 6 minut ligové bezbrankové remízy s Aarhus GF. Velje skončilo na konečné 11. příčce v lize, a dostalo se tak do skupiny o sestup z dánské nejvyšší soutěže. Ekitiké se v základní sestavě poprvé objevil 9. dubna při výhře 1:0 nad Odense BK. 22. dubna vstřelil své první dvě branky ve své kariéře, a to v zápase proti AC Horsens, který skončil vítězstvím Velje 3:0. V jarní části sezóny odehrál 11 utkání v dresu Velje, ve kterých vstřelil 3 branky.

#### Návrat do Reims
Ve druhém kole sezóny 2021/22 se objevil poprvé v základní sestavě Reims, a to při remíze 3:3 s Montpellierem. 12. září vstřelil svoji první branku v Ligue 1, a to do sítě Stade Rennais při výhře 2:0. 26 září vstřelil dva góly v zápase proti Nantes, když v 70. minutě vystřídal N'Driho Philippeho Koffiho a v 72. a 78. minutě rozhodl dvěma góly o výhře 3:1. 1. října obdržel Ekitiké poprvé ve své kariéře červenou kartu, a to v zápase proti RC Lens. V lednu 2022 odmítl Ekitiké přestup do anglického Newcastlu United s tím, že chce sezónu dokončit v Reims. 20. února nedohrál Ekitiké zápas proti Stade Brestois, v jeho průběhu si poranil stehenní sval a na marodce svého týmu zůstal až do května.
V červnu 2022 byl neoficiálně oznámen Ekitikého přestup do anglického Newcastlu United za částku 30 milionů euro. Francouzský útočník měl v klubu podepsal pětiletou smlouvu. Z přestupu však nakonec sešlo.

### Paris Saint-Germain
Dne 16. července 2022 odešel Ekitikié na roční hostování s opcí do Paris Saint-Germain. Sezonu 2022/23 zakončil s bilancí čtyř gólů a čtyř asistencí ve dvaatřiceti zápasech a získal svůj první titul v Ligue 1. V červnu 2023 přestoupil do PSG na trvalo. Během léta 2023 měl být Ekitiké součástí transferu Randala Kolo Muaniho z Frankfurtu do PSG, přesun do Německa ale zablokoval sám hráč. V podzimní části sezóny si ale v dresu Paris Saint-Germain téměř nezahrál, nakonec byl fakticky vyřazený z áčka, nefiguroval v nominacích na utkání, sumárně odehrál jediný ligový duel, a to naposledy v srpnu v rámci prvního kola.

### Eintracht Frankfurt
V únoru 2024 odešel na půlroční hostování s opcí do Eintrachtu Frankfurt.

## Statistiky
K 1. červnu 2022
| Klub          | Sezóna  | Liga        | Liga   | Liga | Národní pohár | Národní pohár | Ligový pohár | Ligový pohár | Celkem | Celkem |
| Klub          | Sezóna  | Liga        | Zápasy | Góly | Zápasy        | Góly          | Zápasy       | Góly         | Zápasy | Góly   |
| ------------- | ------- | ----------- | ------ | ---- | ------------- | ------------- | ------------ | ------------ | ------ | ------ |
| Stade Reims   | 2020/21 | Ligue 1     | 2      | 0    | 0             | 0             | —            | —            | 2      | 0      |
| Stade Reims   | 2021/22 | Ligue 1     | 24     | 10   | 2             | 1             | —            | —            | 26     | 11     |
| Stade Reims   | Celkem  | Celkem      | 26     | 10   | 2             | 1             | —            | —            | 28     | 11     |
| Vejle (host.) | 2020/21 | Superligaen | 11     | 3    | 0             | 0             | —            | —            | 11     | 3      |
| Celkem        | Celkem  | Celkem      | 52     | 19   | 2             | 1             | 0            | 0            | 54     | 20     |